# Gas Protection Unit
Mit dem englischsprachigen Begriff Gas Protection Unit (GPU) wird eine Kombination aus technischen Einheiten und Einrichtungen in Geldautomaten zum Explosionsschutz bezeichnet, die sich gegen kriminelle Angriffe durch Einleitung von brennbaren Gasen oder Dämpfen und deren fernzündliche Sprengung richtet.
GPUs bestehen in der Regel nicht nur aus einem Gassensor, der stillen Alarm auslöst, sondern können auch eingeleitete Gase neutralisieren, indem chemische Stoffe freigesetzt werden, die eine Gasexplosion – auch über einen längeren Zeitraum – zumindest erschweren.

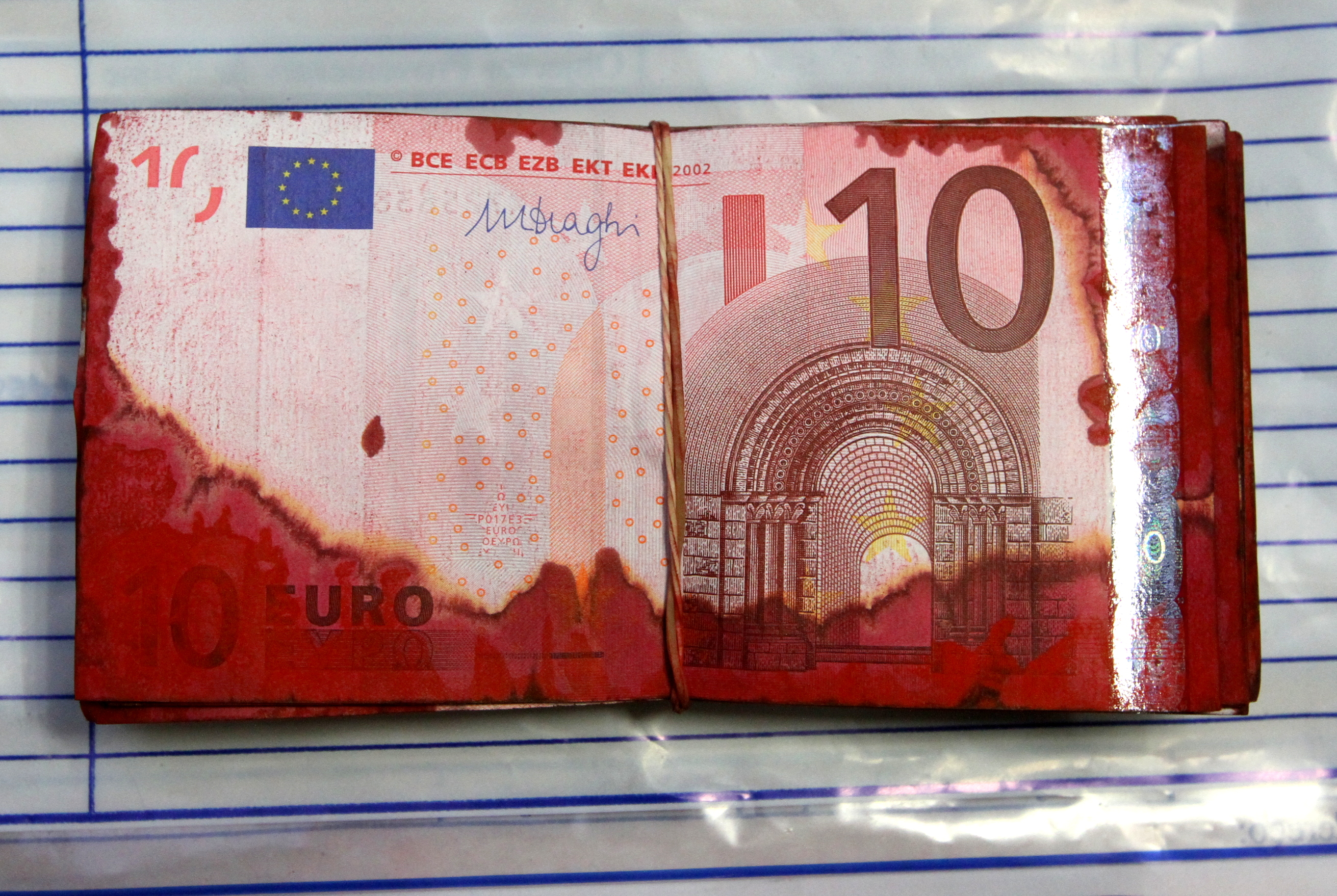
Mit roter Farbe unbrauchbar gemachte 10-Euro-Noten aus einem Einbruch in einen Geldautomaten.

GPU-Systeme werden durch bauliche Maßnahmen ergänzt; so werden Hohlräume von Geldautomaten mit Montageschaum versiegelt. Da auf diese Weise weniger Gas in den Innenraum eingeleitet werden kann, reduziert sich die potentielle Sprengwirkung erheblich. In Kombination mit Gittersystemen wird das Geld im Automaten zurückgehalten; geldfärbende Geldkassetten machen das Geld zudem unbrauchbar.
Neuere Automaten sind zudem in der Konstruktion verändert. Sie haben definierte Explosionsaustrittsstellen oder andere Konstruktionseigenschaften, damit die Geräte nicht mehr durch eine innere Explosion komplett auseinandergerissen werden können.
GPU-Systeme werden nicht nur installiert, um die Geldautomaten und die darin enthaltenen großen Geldsummen zu schützen, sondern auch um die sekundären Risiken zu vermeiden: Gassprengungen von Geldautomaten verursachen hohe Primär- und Sekundärschäden. Gerät die Sprengung außer Kontrolle, ist auch die Gefährdung Dritter (Anrainer, Passanten, Einsatzpersonal etc.) nicht ausgeschlossen. Die Ausfallzeit bis zur Wiedereinsetzung des Geldautomaten kann beträchtlich sein. Zudem wird das Image der Bank geschädigt.
Über die Verbreitung von GPU-Systemen ist zurzeit keine offizielle Zahl bekannt, da auch bestehende Bankautomaten nachgerüstet werden können. Julia Topaz, Sprecherin des Bundesverband deutscher Banken, hält die bis Ende 2011 innerhalb von fünf Jahren aufgetretenen 100 Sprengungen für eine verschwindend geringe Zahl angesichts von über 60.000 Geldautomaten in Deutschland.